# Ferrari F140
Con la sigla Ferrari F140 si intende una famiglia di motori V12 di 65° DOHC aspirati prodotti da Ferrari fin dal 2002, montati su svariati modelli Ferrari e su un modello Maserati, oltre che nel concept Maserati Birdcage 75th. Questo motore è stato derivato dal già esistente Ferrari/Maserati V8. La cilindrata varia da 5998 cc a 6496 cm³, con potenze che vanno da 620 a 860 CV.
Il Ferrari F140 ha ottenuto un totale di 4 premi nella competizione International Engine of the Year. Nel 2013 il motore F140 FC usato nella Ferrari F12 berlinetta ottenne il primo posto nelle categorie "Best Performance Engine" e "Above 4.0 litre". Il Motore F140 FG della Ferrari F12tdf ottenne invece il premio "Above 4.0 litre" nel 2016 e 2017. Con la Ferrari Enzo stabilì inoltre il record del motore aspirato più potente mai montato su un'auto stradale.

## Applicazioni

### Ferrari

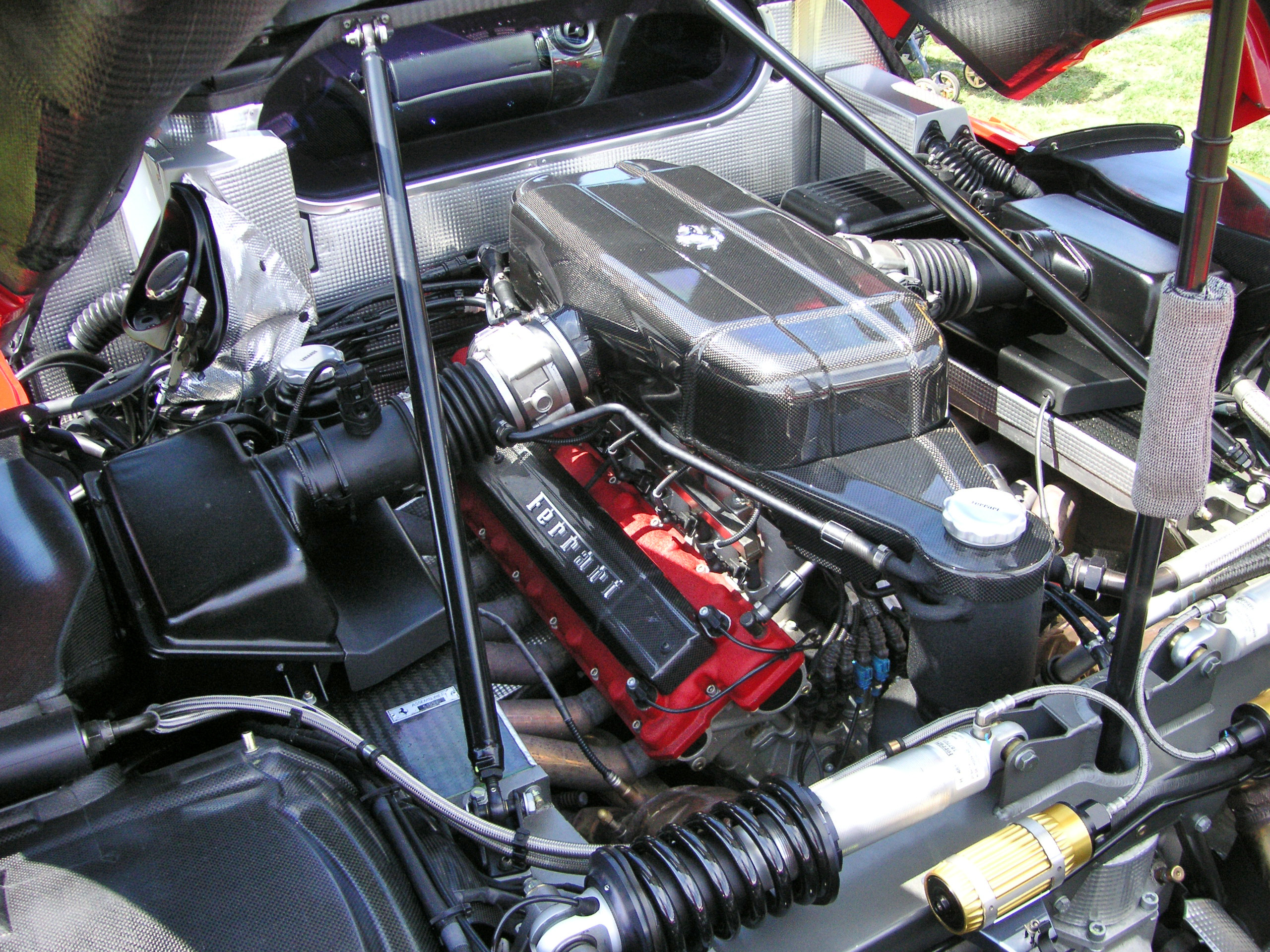
Il motore F140 B in una Ferrari Enzo

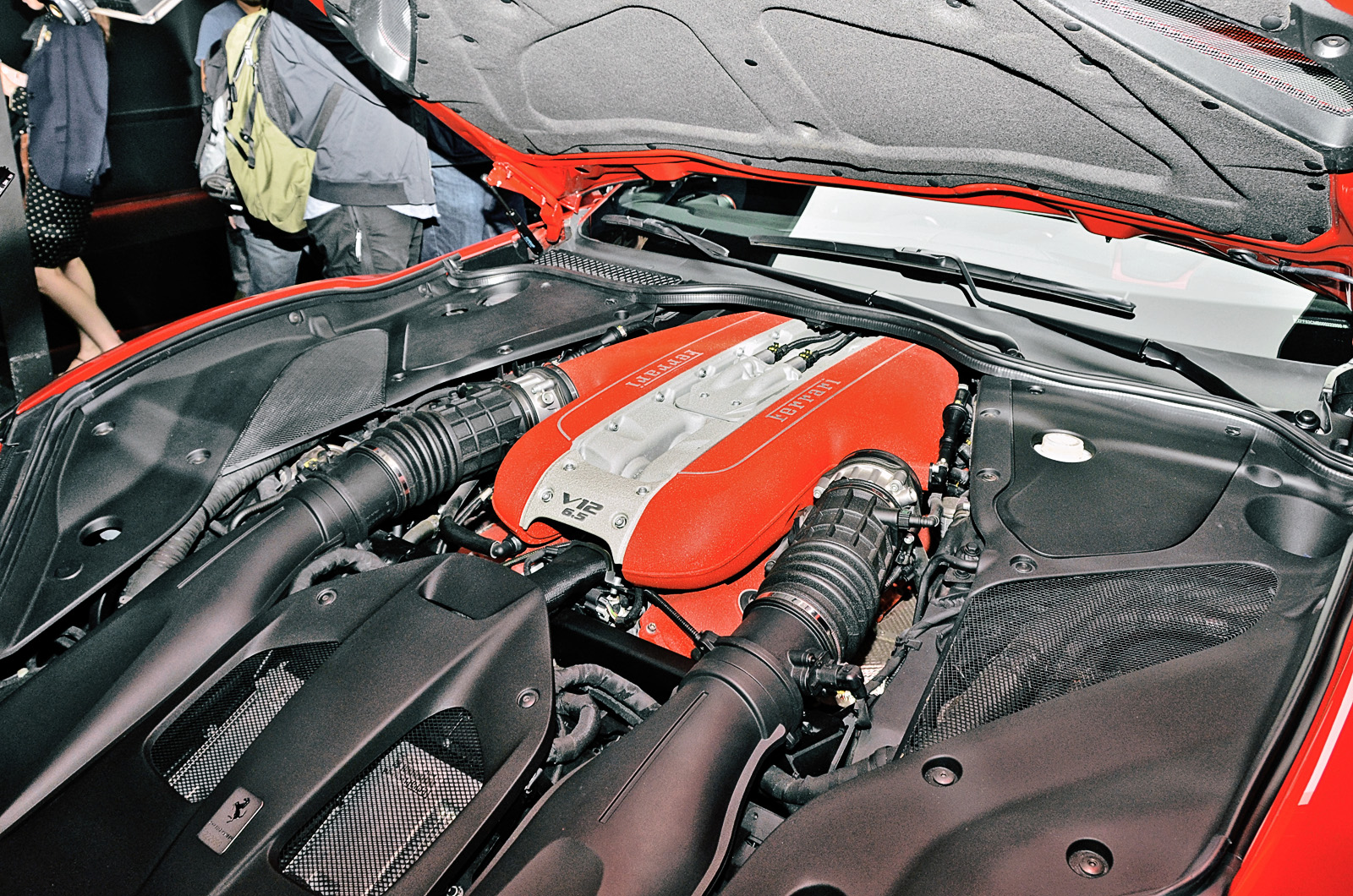
Il motore F140 GA montato in una Ferrari 812 Superfast

#### Motori stradali

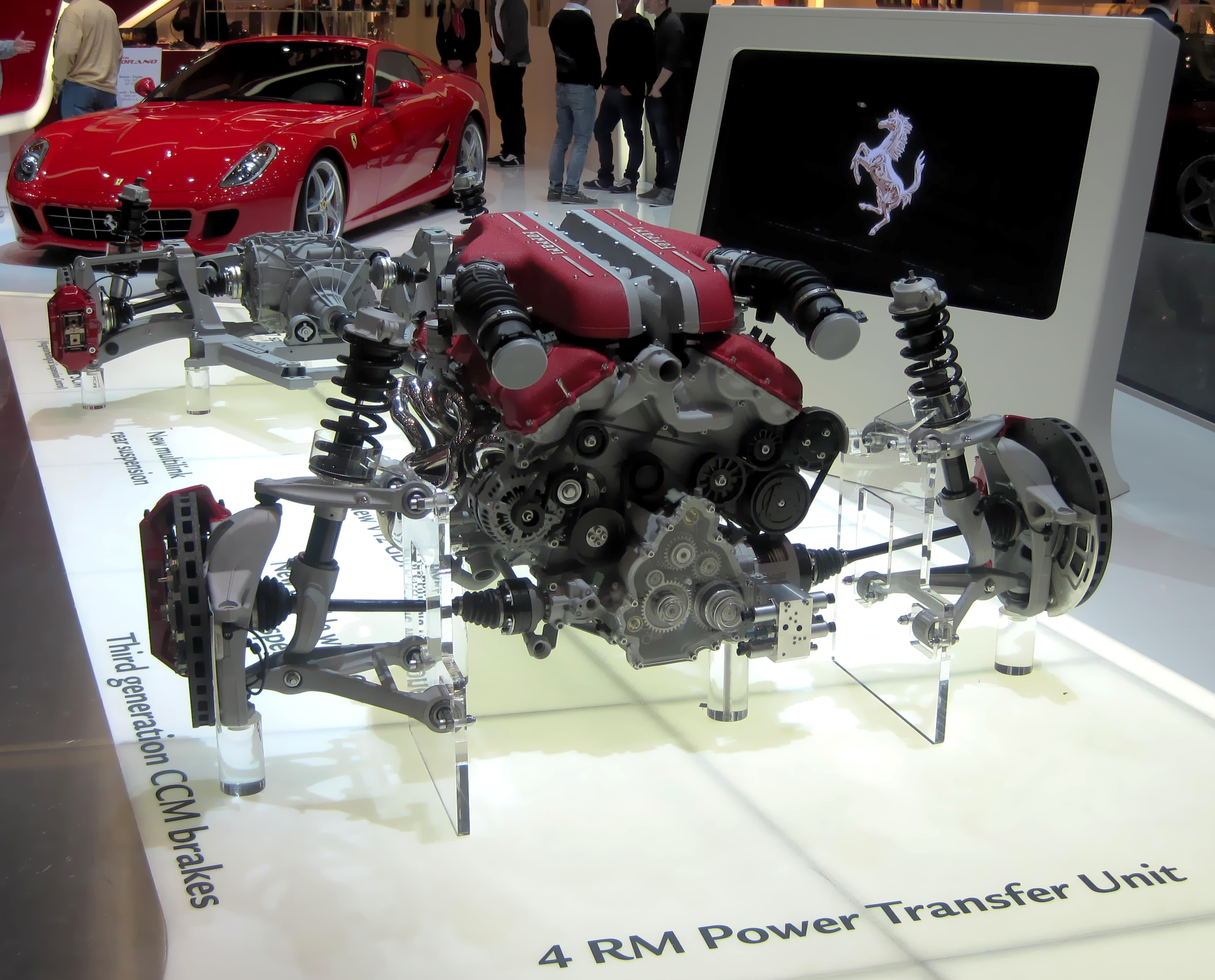
Il motore (F140 EB) e la trasmissione di una Ferrari FF

| Codice motore | Cilindrata Alesaggio x corsa | Anni di produzione | Modelli                                             | Potenza                             | Coppia                              |
| ------------- | ---------------------------- | ------------------ | --------------------------------------------------- | ----------------------------------- | ----------------------------------- |
| F140 B        | 5998 cc 92 x 75.2 mm         | 2002–2004          | Ferrari Enzo                                        | 660 cv a 7800 rpm                   | 657 Nm a 5500 rpm                   |
| F140 C        | 5998 cc 92 x 75.2 mm         | 2006–2012          | Ferrari 599 GTB Fiorano                             | 620 cv a 7600 rpm                   | 608 Nm a 5600 rpm                   |
| F140 CE       | 5998 cc 92 x 75.2 mm         | 2010–2012          | Ferrari 599 GTO                                     | 670 cv a 8250 rpm                   | 620 Nm a 6500 rpm                   |
| F140 EB       | 6262 cc 94 x 75.2 mm         | 2011–2016          | Ferrari FF                                          | 660 cv a 8000 rpm                   | 682 Nm a 6000 rpm                   |
| F140 FC       | 6262 cc 94 x 75.2 mm         | 2012–2016          | Ferrari F12berlinetta                               | 740 cv a 8250 rpm                   | 690 Nm a 6000 rpm                   |
| F140 FE       | 6262 cc 94 x 75.2 mm         | 2013–2015          | Ferrari LaFerrari                                   | 800 cv a 9000 rpm + 163 cv dal KERS | 700 Nm a 6750 rpm + 200 Nm dal KERS |
| F140 FG       | 6262 cc 94 x 75.2 mm         | 2015–2016          | Ferrari F12tdf                                      | 780 cv a 8500 rpm                   | 705 Nm a 6250 rpm                   |
| F140 ED       | 6262 cc 94 x 75.2 mm         | 2016–2020          | Ferrari GTC4Lusso                                   | 690 cv a 8000 rpm                   | 700 Nm a 5750 rpm                   |
| F140 GA       | 6496 cc 94 x 78 mm           | 2017–2024          | Ferrari 812 Superfast Ferrari 812 GTS               | 800 cv a 8500 rpm                   | 718 Nm a 7000 rpm                   |
| F140 GC       | 6496 cc 94 x 78 mm           | 2018–2022          | Ferrari Monza SP1 Ferrari Monza SP2                 | 810 cv a 8500 rpm                   | 719 Nm a 6750 rpm                   |
| F140 HB       | 6496 cc 94 x 78 mm           | 2021–2024          | Ferrari 812 Competizione Ferrari 812 Competizione A | 830 cv a 9250 rpm                   | 692 Nm a 7000 rpm                   |
| F140 HC       | 6496 cc 94 x 78 mm           | 2022–in produzione | Ferrari Daytona SP3                                 | 840 cv a 9250 rpm                   | 697 Nm a 7250 rpm                   |
| F140 HD       | 6496 cc 94 x 78 mm           | 2024–in produzione | Ferrari 12Cilindri Ferrari 12Cilindri Spider        | 830 cv a 9250 rpm                   | 678 Nm a 7250 rpm                   |
| F140 IA       | 6496 cc 94 x 78 mm           | 2022–in produzione | Ferrari Purosangue                                  | 725 cv a 7750 rpm                   | 716 Nm a 6250 rpm                   |

#### Motori da competizione
| Codice motore | Cilindrata | Anni di produzione | Modelli                | Potenza                             |
| ------------- | ---------- | ------------------ | ---------------------- | ----------------------------------- |
| F140 DA       | 6262 cc    | 2005–2006          | Ferrari FXX            | 800 cv a 8500 rpm                   |
|               | 6262 cc    | 2007–2008          | Ferrari FXX Evoluzione | 860 cv a 9500 rpm                   |
| F140 CF       | 5999 cc    | 2009–2010          | Ferrari 599XX          | 730 cv a 9000 rpm                   |
|               | 5999 cc    | 2011–2012          | Ferrari 599XX Evo      | 740 cv a 9000 rpm                   |
|               | 6262 cc    | 2014–2016          | Ferrari FXX-K          | 860 cv a 9250 rpm + 190 cv dal KERS |

### Maserati

#### Motori Stradali
| Codice motore | Cilindrata | Anni di produzione | Modelli       | Potenza           |
| ------------- | ---------- | ------------------ | ------------- | ----------------- |
| M144A         | 5999 cc    | 2004–2005          | Maserati MC12 | 630 cv a 7000 rpm |

#### Motori da competizione
| Codice motore | Cilindrata | Anni di produzione | Modelli             | Potenza           | Note                  |
| ------------- | ---------- | ------------------ | ------------------- | ----------------- | --------------------- |
| M144B/2       | 5998 cc    | 2004–2006          | Maserati MC12 GT1   | 600 cv            | con restrictor plates |
| Sconosciuto   | 5998 cc    | 2006–2007          | Maserati MC12 Corsa | 755 cv a 8000 rpm |                       |

#### Prototipi
| Codice motore | Cilindrata | Anni di produzione | Modelli                | Potenza |
| ------------- | ---------- | ------------------ | ---------------------- | ------- |
|               | 5998 cc    | 2005               | Maserati Birdcage 75th | 700 cv  |